# Marc-André Bédard
Marc-André Bédard (Lac-à-la-Croix, 15 de agosto de 1935 - Saguenay, 25 de noviembre de 2020) fue un abogado y político canadiense.  Bédard sirvió en la Asamblea Nacional de Quebec de 1973 a 1985 y fue ministro de Justicia y vice primer ministro. Bédard fue el padre del político Stéphane Bédard.

## Biografía
Bédard nació el 15 de agosto de 1935 en Lac-à-la-Croix, Quebec. hijo de Lorenzo Bédard, agricultor, y Laurette Bilodeau. Estudió en Saint-Honoré, en el Séminaire de Chicoutimi y en la Universidad de Ottawa. Se recibió como Licenciado en Derecho. Admitido en el Colegio de Abogados de Quebec en diciembre de 1960.
Se postuló sin éxito como candidato del Partido Quebequés a la Asamblea Nacional de Quebec en 1970 en el distrito de Chicoutimi, terminando en un cercano tercer lugar con el 30% de los votos. Fue elegido en 1973 y reelegido en 1976 y 1981.
En 1976, Bédard fue nombrado miembro del gabinete del primer ministro René Lévesque. Se desempeñó como Ministro de Justicia hasta 1984 y Viceprimer Ministro de Quebec de 1984 a 1985. También fue el líder de la Cámara de su partido en 1984 y 1985. No se postuló para la reelección en 1985.
Como ministro de Justicia, en 1981 Bédard ordenó la investigación de la muerte en 1964 de John Watkins, el embajador de Canadá en la Unión Soviética.

## Legado separatista
Bédard jugó un papel decisivo en el reclutamiento de Lucien Bouchard para la causa separatista cuando convenció al futuro primer ministro Pequiste de abandonar el Partido Liberal y convertirse en su director personal de comunicaciones en 1973. Como ministro de Justicia, Bédard nombró a Bouchard para varias comisiones de alto perfil, como la Comisión Cliché, de la que Bouchard ganó una enorme fama.
Bédard intentó que Bouchard lo sucediera como candidato de Pequiste para Chicoutimi, pero Bouchard se negó y se unió al Partido Conservador Progresista bajo la estrella en ascenso de Brian Mulroney en 1988 como su lugarteniente en Quebec.
Con el fracaso del Acuerdo del Lago Meech en 1990, Bédard se unió a Bernard Landry para presionar a la bancada de Quebec del partido PC en Ottawa para que se apresurara y estableciera su propio movimiento político. Bouchard y varios otros respondieron a la llamada y fundaron el Bloc québécois.

## Vida personal
Bédard fue fundamental para tener una estatua de René Lévesque en los terrenos del Parlamento de Quebec.
Su hijo Stéphane fue miembro de la Asamblea Nacional de Quebec por la circunscripción provincial de Chicoutimi entre 1998 y 2015.
Durante la pandemia de COVID-19 en Quebec, murió por complicaciones de COVID-19 el 25 de noviembre de 2020 en el distrito Saguenay de Chicoutimi.